# Monastère d'Ágios Ioánnis Lampadistís
 (novembre 2022).
Le monastère d'Ágios Ioánnis Lampadistís (grec moderne : Μονή Αγίου Ιωάννου του Λαμπαδιστού) est un monastère byzantin situé dans le massif de Tróodos sur l'île de Chypre, à proximité du village de Kalopanagiótis. Son église fait partie de l'ensemble des églises peintes de la région de Tróodos, site classé au titre de patrimoine mondial de l'UNESCO,.
Le monastère est dédié à un saint local, du nom de Saint Jean Lampadiste. L'année de la fondation du monastère n'est pas connue. Les bâtiments conservés sont construits en différentes périodes entre le Xe siècle et le XVIIIe siècle. Le monastère reste en activité jusqu'au XIXe siècle,. En 1985, le complexe est inscrit sur la liste du patrimoine mondial.
Le monastère est situé à l'est du village de Kalopanagiótis. Le complexe est composé de trois églises, toutes situées sous un même grand toit à pignon en bois. La plus ancienne de ces églises est dédiée à Saint Héraclide. Construite au cours du XIe siècle, elle est ornée de peintures murales datant de la période entre le XIIIe et le XVIe siècle. La deuxième de ces églises est dédiée à Saint Jean Lampadiste. Construite en 1731, elle abrite le tombeau du saint, datant du XIIe siècle. La troisième de ces églises est une chapelle construite au cours de la période latine. Par ailleurs, le monastère abrite un musée byzantin.

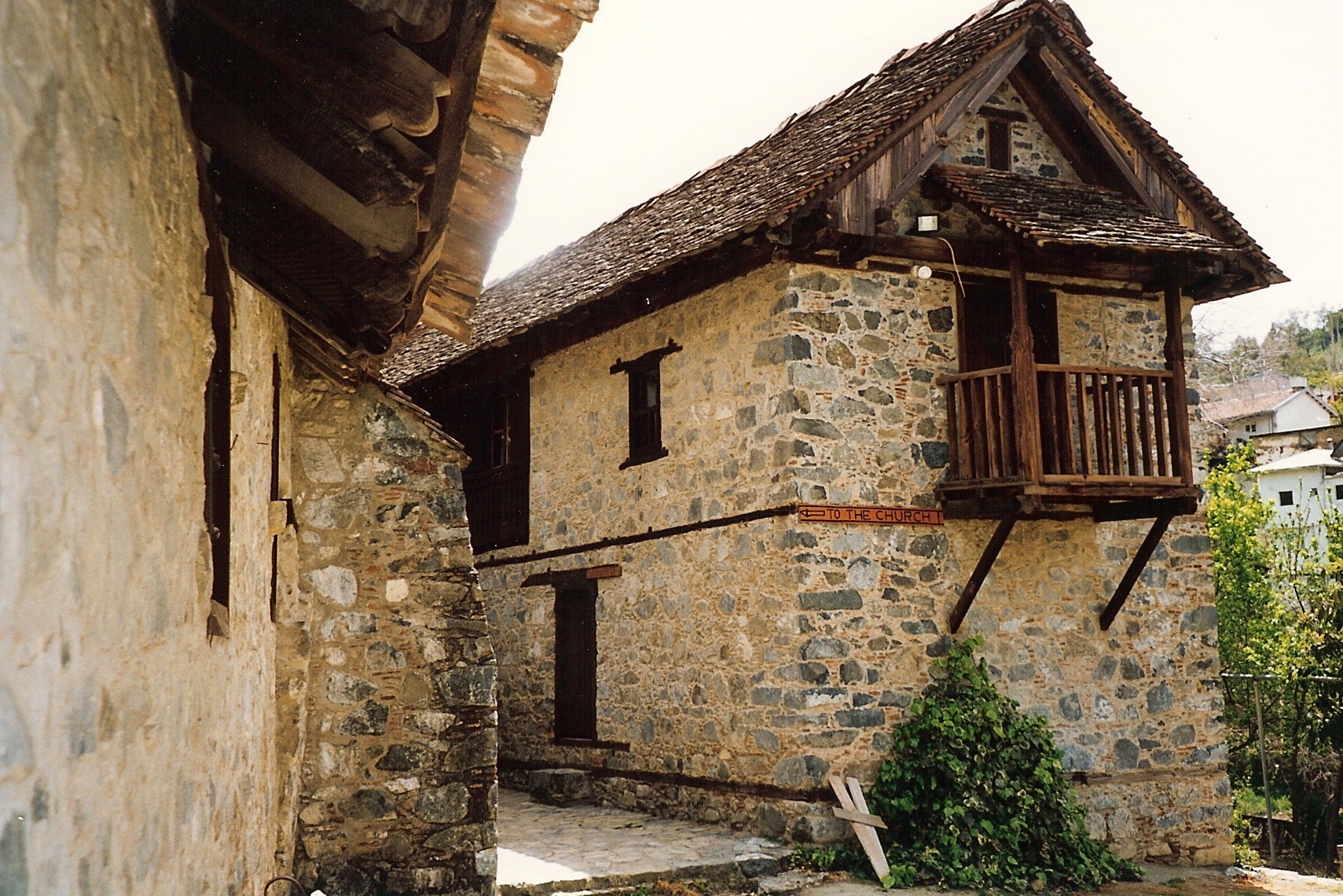
Vue du monastère.
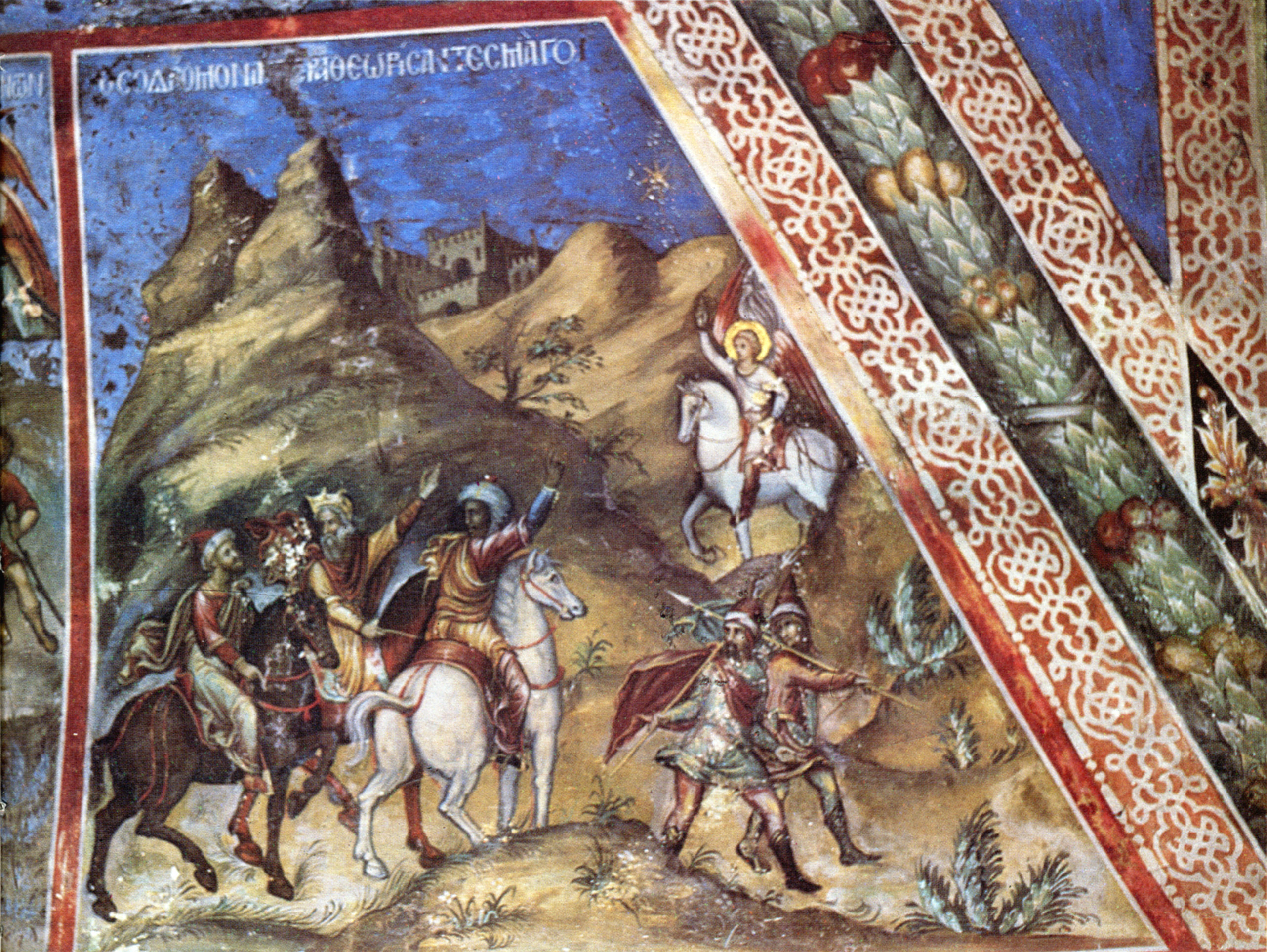
Représentation hagiographique des Rois mages.
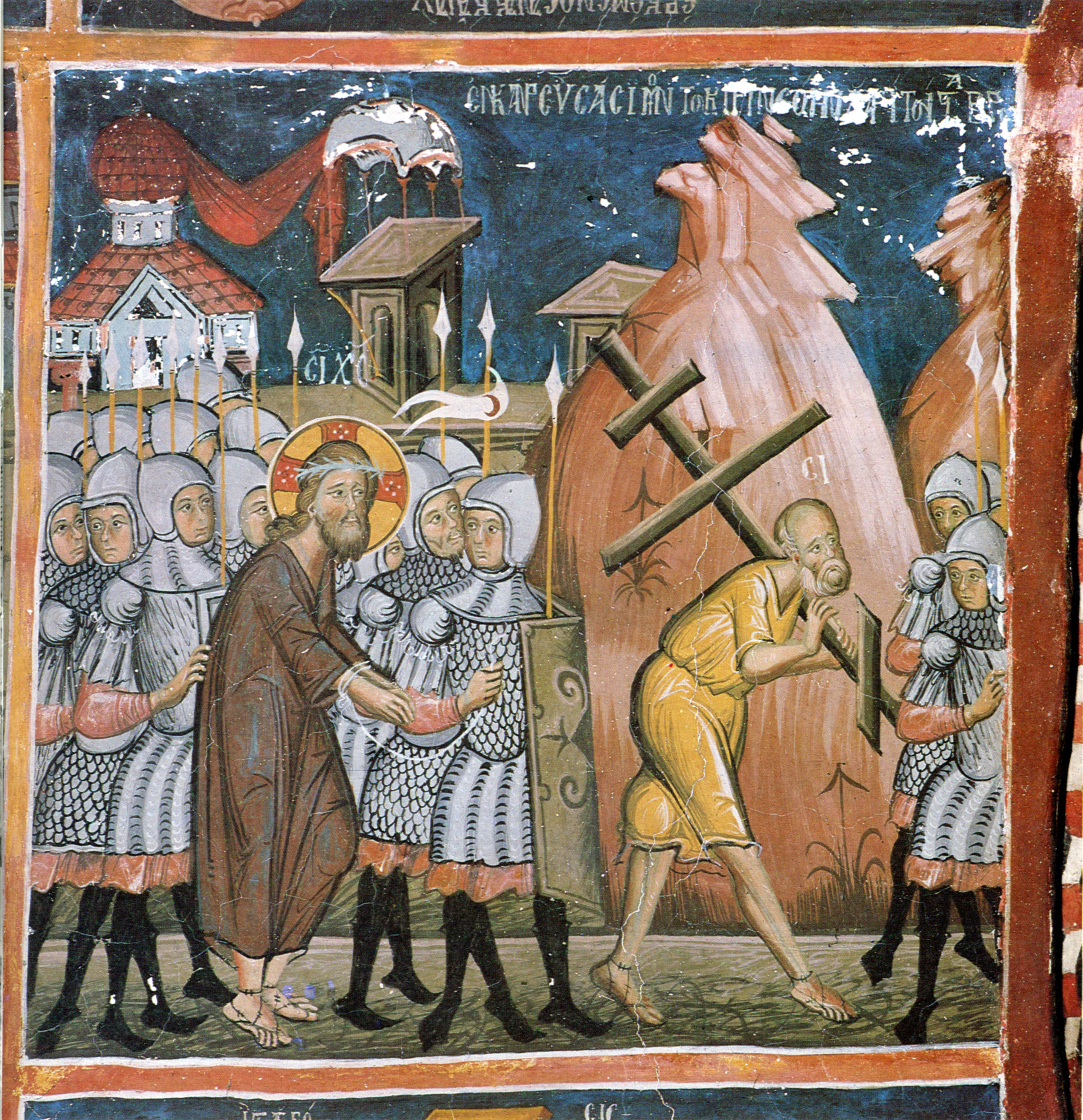
Représentation hagiographique du chemin de Croix.